# 日本锯尾鲨
日本锯尾鲨（学名：Galeus nipponensis）为软骨鱼纲真鲨目猫鲨科锯尾鲨属的鱼类。该物种于1975年由仲谷一宏描述，分布於西北太平洋日本相模灣至東海海域，包括琉球海槽，深度150至540公尺，本魚體修長，頭部不到總長度的五分之一，鼻子相當長且扁平，鼻孔大，前緣有三角形皮瓣，眼大呈水平橢圓形，有瞬膜，每隻眼睛下面都有一個微小的脊，後面有一個小氣門，嘴巴形成一個又長又寬的拱形，角落處有發達的皺紋，有五對鰓裂，具2個背鰭，第一背鰭大致呈三角形，前緣和後緣微凸，起源於腹鰭基部的中點。第二背鰭比第一背鰭稍小，形狀相似，起源於臀鰭基部的後部。胸鰭中等大小且寬，腹鰭很大且相對較低，有稜角。在成年雄魚中，腹鰭的內緣部分融合，在扣環底部形成一個“圍裙”，扣環又長又薄，延伸到小臀鰭的起點，臀鰭基部佔總長度的8-10%，尾柄幾乎呈圓柱形，通往低尾鰭，尾鰭較小，下葉較小，上葉尖端附近有腹側切跡，全身呈現深灰色，身體和尾巴上有一系列淡淡的深色馬鞍斑，下側、嘴內側以及胸鰭和背鰭的後緣是白色，體長可達68公分，棲息在深海，屬肉食性，以硬骨魚、頭足類、甲殼類等為食，卵生，雌魚全年產卵，高峰期為十二月和一月，幼鯊孵化時長約13公分，雄魚性成熟時長為51–62公分，雌魚性成熟時長為55–61公分。